# Camera Ntereke
Camera Ntereke (* 5. Mai 1964) ist ein ehemaliger botswanischer Sprinter.

## Sport
Ntereke nahm an den Olympischen Sommerspielen 1992 in Barcelona teil. Im Wettkampf über 400 Meter schied er im Vorlauf aus.